# Hipólito Villa
El general José Hipólito Arango Arámbula más conocido como "Hipólito Villa" fue un militar mexicano que participó en la Revolución mexicana. Nació en el Rancho de Río Grande, Durango, en 1881. En 1910 se unió a las fuerzas de su hermano Francisco Villa, acompañándolo a la mayoría de sus campañas por Chihuahua, Durango y Coahuila, siendo uno de los principales colaboradores de la agencia financiera de la División del Norte. Participó en la organización de la famosa División del Norte y peleó en Gómez Palacio, Torreón y Zacatecas. Tras la disolución de dicha División se exilió en Cuba junto con el resto de la familia Villa, regresando en 1916, para ayudar a su hermano en la Guerrilla. En 1920 se amnistió, pero volvió a combatir en 1923 en favor de la Rebelión delahuertista. Después del triunfo de las fuerzas federales sobre los delahuertistas, Hipólito se retiró a lo que quedó de Canutillo, para posteriormente venderla y vivir en la pobreza; sobreviviendo con sólo la pensión otorgada en calidad de General retirado. Murió en 1964.